# Enispades
Enispades là một chi bướm đêm thuộc họ Noctuidae.